# Nico Van Kerckhoven
Nicolas „Nico“ Van Kerckhoven (* 14. Dezember 1970 in Lier, Provinz Antwerpen, Flandern) ist ein ehemaliger belgischer Fußballspieler, der in Deutschland sechs Jahre bei Schalke 04 und ein Jahr bei Borussia Mönchengladbach unter Vertrag stand. Er bestritt 42 Länderspiele für die belgische Nationalmannschaft. Zu Beginn seiner Laufbahn spielte der gelernte Stürmer zumeist auf offensiven Positionen, so war er anfangs vor allem als Stürmer und wenig später auf der linken Außenbahn (offensiv wie defensiv) aktiv; im weiteren Karriereverlauf wurde er dann immer häufiger in der Innenverteidigung eingesetzt.

## Spielerkarriere

### Verein
Bevor Nico Van Kerckhoven zur Saison 1998/99 zum deutschen Bundesligisten Schalke 04 wechselte, spielte er zehn Jahre für den belgischen Erstdivisionär Lierse SK. Mit der Lierschen Mannschaft wurde er 1997 belgischer Meister und so durfte Van Kerckhoven in der darauf folgenden Saison, nachdem man Anorthosis Famagusta in der Qualifikation ausgeschaltet hatte, mit seinem Klub in der Champions League antreten. Allerdings schieden die Belgier als Letzter ihrer Gruppe mit nur einem Punkt – mehr oder weniger chancenlos – aus.
Mit den Knappen gewann Van Kerckhoven 2001 den DFB-Pokal. Ein Jahr später konnte er den Titel mit den Königsblauen sogar verteidigen. Linksfuß Van Kerckhoven stand in beiden Endspielen in der Anfangsformation der Gelsenkirchener. Nachdem man 2001 Vizemeister wurde, durfte Van Kerckhoven ein weiteres Mal in der europäischen Königsklasse antreten. Allerdings blieb auch dieses Gastspiel genauso erfolglos wie das erste: Schalke 04 wurde Gruppenletzter.
Nachdem Ende Juni 2004 sein Kontrakt auf Schalke ausgelaufen war, schloss sich der Ex-Nationalspieler dem Ligakonkurrenten Borussia Mönchengladbach für ein Jahr an. In dieser Spielzeit kämpfte er unter Dick Advocaat zusammen mit Landsmann Joris Van Hout und der Fohlenelf gegen den Abstieg. Am Ende erreichte man mit Platz 15 den Klassenerhalt. Van Kerckhoven und der VfL hatten in dieser einen Saison drei verschiedene Cheftrainer.
Im Frühjahr 2005 unterschrieb er einen Zwei-Jahres-Vertrag beim belgischen Erstligisten KVC Westerlo für die kommende Spielzeit. Obschon er in diesen zwei Jahren seine aktive Karriere in seiner Heimat ausklingen lassen wollte, wurden daraus letztendlich fünf. Sein letztes Spiel bestritt er im Alter von 39 Jahren am 17. April 2010 gegen Cercle Brügge. Westerlo gewann das Spiel mit 4:1 und Van Kerckhoven erzielte ein Elfmetertor zum zwischenzeitlichen 3:0. Mitte Juni 2010 absolvierte er in Lint, wo über 31 Jahre zuvor alles begann, sein letztes Spiel als Aktiver, wobei er unter viel Applaus verabschiedet wurde.

### Nationalmannschaft
Sein Debüt in der belgischen Nationalelf gab Van Kerckhoven am 29. Mai 1996 beim 2:2 gegen Italien. Er spielte für sein Land bei den Weltmeisterschaften 1998 (ein Einsatz) und 2002 (zwei Einsätze). Bei der Europameisterschaft, die im Jahr 2000 in Belgien und den Niederlanden stattfand, stand er in allen drei Spielen seiner Auswahl auf dem Platz. Sein letztes Spiel für die Roten Teufel hatte er am 17. Juni 2002 bei der WM in Japan und Südkorea beim 0:2 gegen Brasilien, mit dem Belgien im Achtelfinale ausschied.

## Trainerkarriere
Nachdem er ein Jahr Auszeit vom Fußball genommen hatte, wurde Van Kerckhoven im Sommer 2011 als Jugendtrainer zum Lierse SK bestellt, nachdem es bereits im Vorfeld zu Gesprächen zwischen Van Kerckhoven sowie Herman Helleputte und Ives Serneels gekommen war, die ihn zu diesem Karriereschritt überzeugten. In einem Interview zu ebendieser Zeit äußerte er, sich im Moment im Besitz einer UEFA-B-Lizenz zu befinden, sich aber bereits in Richtung UEFA-A-Lizenz zu orientieren. Des Weiteren ist der mehrfache belgische Ex-Internationale noch immer als Futsalspieler bei einem zum Koninklijke Vlaamse Voetbalbond gehörenden Klub in Wijnegem aktiv, mit dem er drei Mal in Folge Meister wurde und den Aufstieg in die Zweitklassigkeit schaffte. Bis 2012 stand Van Kerckhoven schließlich unter Vertrag; danach wurde dieser jedoch nicht weiter verlängert.

## Privates
Nico Van Kerckhoven stammt aus einer fußballbegeisterten Familie; sein Vater Frans war über 32 Jahre lang als Schiedsrichter beim Koninklijk Katholiek Vlaams Sportverbond aktiv und leitete auch das Abschiedsspiel seines Sohnes.
Sein Sohn Sander spielt aktuell (Stand Saison 2014/15) in der U-16-Mannschaft des Lierse SK.

## Erfolge
- 2 × DFB-Pokalsieger: 2001 & 2002
- Belgischer Meister 1997
- Belgischer Supercupsieger 1997
- 2 × WM-Teilnehmer: 1998 & 2002
- EM-Teilnehmer 2000